# Лозон, Патрис
Патри́с Лозо́н (фр. Patrice Lauzon; род. 26 ноября 1975, Монреаль, Канада) — канадский фигурист, выступавший в танцах на льду с Мари-Франс Дюбрёй. Они — серебряные призёры чемпионата мира (2006, 2007), чемпионы четырёх континентов (2007), серебряные призёры финала Гран-при (2006) и пятикратные чемпионы Канады (2000, 2004—2007).
По завершении соревновательной карьеры Лозон и Дюбрёй начали совместную тренерскую работу, добившись значительных успехов. Под их руководством две танцевальные пары становились олимпийскими чемпионами — Тесса Вертью со Скоттом Моиром (2018) и Габриэла Пападакис с Гийомом Сизероном (2022).

## Биография

### Карьера фигуриста
С Мари-Франс Дюбрёй Лозон встал в пару в 1995 году после расставания с предыдущей партнёршей, Шанталь Лефевр. Дуэт Дюбрёй — Лозон получил финансовую поддержку федерации фигурного катания Канады только после того, как они выиграли серебро на чемпионате четырёх континентов в 2000 году. До этого, чтобы оплатить расходы на тренировки, Мари-Франс была занята на трёх работах, а Патрис помогал своему отцу в магазине.
Они — пятикратные чемпионы Канады (2000, 2004—2007 годы), серебряные призёры чемпионатов мира 2006 и 2007 года, серебряные призёры финала Гран-при 2006—2007, победители чемпионата четырёх континентов 2007 года, участники двух Олимпиад.
На зимней Олимпиаде в Турине Мари-Франс получила травму во время исполнения оригинального танца. На последней поддержке она соскользнула с руки партнёра и сильно ударилась об лёд. Дуэт был вынужден отказаться от продолжения борьбы.
В сезоне 2007—2008 пара решила отдохнуть от любительских стартов. Патрис Лозон стал хореографом французской танцевальной пары Пернель Каррон — Матьё Жос, которым он поставил произвольный танец сезона 2007—2008 на музыку Шопена.
20 мая 2008 года Мари-Франс Дюбрёй и Патрис Лозон официально объявили об окончании своей любительской карьеры. В конце лета того же года Мари-Франс и Патрис сыграли свадьбу в Монреале. В декабре 2010 года у них родилась дочь.

### Карьера тренера
После завершения соревновательной карьеры Дюбрёй и Лозон остались в фигурном катании. Они начали совместную тренерскую деятельность, а также работу в качестве хореографов. В 2014 году они вместе с бывшим французским фигуристом Роменом Агеноэром основали ледовую академию в городе Монреаль — Ice Academy of Montreal (I.AM). После чего, по утверждению CBC, начался стремительный карьерный рост тренерской команды. Так, на олимпийский лёд в Сочи они выводили всего одну танцевальную пару. К следующим Играм, которые проходили в Республике Корея, они подготовили уже четыре дуэта, в том числе победителей — Тессу Вертью и Скотта Моира. В следующем олимпийском цикле Дюбрёй и Лозон стали доминирующей силой в танцах на льду. На пекинской Олимпиаде их ледовую академию представляли 10 из 23 танцевальных пар, включая Габриэлу Пападакис и Гийома Сизерона, которые стали олимпийскими чемпионами.
Associated Press, в материале предваряющем танцевальный турнир на Олимпийских играх 2022 года, назвал академию Дюбрёй и Лозона «самой доминирующей школой фигурного катания, даже более успешной, чем у скандального российского тренера Этери Тутберидзе, которая специализируется на женском одиночном катании».
В разное время их подопечными являлись Тесса Вертью и Скотт Моир, Габриэла Пападакис и Гийом Сизерон, Мэдисон Хаббелл и Закари Донохью, Кейтлин Хавайек и Жан-Люк Бейкер, Мэдисон Чок и Эван Бейтс, Адриан Диас с Сарой Уртадо и Оливией Смарт, Ван Шиюэ и Лю Синьюй, Мисато Комацубара и Тим Колето, Лайла Фир и Льюис Гибсон, Лоранс Фурнье-Бодри и Николай Сёренсен, а прежде дуэт Сёренсена с Кейтлин Гуд.

## Результаты
| Соревнования             | 95/96 | 96/97 | 97/98 | 98/99 | 99/00 | 00/01 | 01/02 | 02/03 | 03/04 | 04/05 | 05/06 | 06/07 |
| ------------------------ | ----- | ----- | ----- | ----- | ----- | ----- | ----- | ----- | ----- | ----- | ----- | ----- |
| Олимпийские игры         |       |       |       |       |       |       | 12    |       |       |       | WD    |       |
| Чемпионат мира           |       |       |       |       | 10    | 11    | 10    | 10    | 8     | 7     | 2     | 2     |
| Четыре континента        |       |       |       |       | 2     | 3     |       | 4     | 2     |       |       | 1     |
| Чемпионат Канады         | 6     | 4     | 4     | 4     | 1     | 2     | 2     | 2     | 1     | 1     | 1     | 1     |
| Финал Гран-при           |       |       |       |       |       | 6     | 6     | 6     | 6     | 5     | 3     | 2     |
| Гран-при Канады          |       |       |       |       | 4     | 3     |       | 2     | 3     | 2     | 1     | 1     |
| Гран-при Японии          |       |       |       |       |       |       | 4     |       |       |       | 1     | 1     |
| Гран-при Китая           |       |       |       |       |       |       |       |       |       | 3     |       |       |
| Гран-при Франции         |       |       |       | 6     |       |       |       |       | 2     |       |       |       |
| Гран-при Германии        |       |       |       | 8     |       |       | 2     | 4     | 1     |       |       |       |
| Гран-при России          |       |       | 6     |       | 5     | 6     |       |       |       |       |       |       |
| Czech Skate              |       |       | 1     |       |       |       |       |       |       |       |       |       |
| Lysiane Lauret Challenge |       |       | 11    |       |       |       |       |       |       |       |       |       |
| Золотой конёк Загреба    |       | 2     |       |       |       |       |       |       |       |       |       |       |
| Мемориал Шефера          |       | 6     |       |       |       |       |       |       |       |       |       |       |